# 법흥사 (평원군)
법흥사(法興寺)는 평양 인근인 평안남도 평원군에 있는 사찰이다. 조선 시대와 일제강점기를 거치며 평양 영명사와 함께 평안남도 지역을 대표하는 거찰이었다.
평원군 지역은 낮은 산야 주위로 곡창지대가 형성된 곳이다. 법흥사가 자리 잡은 강룡산은 해발 445미터의 그리 높지 않은 산으로 법홍산이라고도 부른다. 이 절의 창건 연대는 불명확하다. 법흥이라는 승려가 절을 지어 법흥사라는 이름이 붙었다는 설만 전해온다. 법흥사는 고려 중기에 이미 폐사 상태였던 것으로 확인된다. 김부식이 《신증동국여지승람》에 황폐해져 터만 남아 있다고 기록했다.
법흥사가 다시 중수된 것은 묘청의 난 때문이다. 평양을 근거지로 일어난 묘청의 난을 진압하면서 법흥사 터 주변에서 많은 군사들이 희생되었다. 고려 인종은 전사한 군사들의 혼백을 위로하라며 이 절을 중건하도록 했고, 징오(澄悟)라는 승려가 김부식, 정습명의 후원을 받아 원래의 절 터에서 북쪽으로 약간 떨어진 곳에 새로 크게 지었다. 인종은 1125년에 법흥사가 낙성되자 글과 향문을 보내 낙성 잔치를 열도록 했다.
임진왜란 때는 묘향산의 서산대사가 조선 선조의 명을 받고 전국 승려에게 격문을 돌린 뒤 법흥사를 거점으로 삼아 승군을 일으켜 호국불교의 중심지가 되었다. 법흥사에 집결한 승군은 명나라 군대와 힘을 합쳐 평양성을 탈환하는 데 공을 세웠다.
한국 전쟁 때 일부 불탔으나 조선민주주의인민공화국에서 복구되어 극락전, 장경각, 삼화상각, 요사 등이 남아 있다. 장격각은 팔만대장경을 보관하던 주심포식 건물이고, 삼화상각은 나옹, 무학, 지공의 세 승려를 봉안한 전각이다.

## 같이 보기
- 강룡산

## 참고자료
- “평남평원 법흥사 - 임진왜란 당시 승병 훈련 도량”. 만불신문. 2002년 1월 15일. 2016년 3월 5일에 원본 문서에서 보존된 문서. 2008년 5월 12일에 확인함.